# Lanfranco de Pavía
Lanfranco Beccari (Gropello, 1124 – Pavia, 23 de junio de 1198) fue un religioso católico italiano que, en la iglesia católica, lo venera como santo.

## Biografía
Fue consagrado obispo de Pavía por el Papa Alejandro III en 1159. Se le recuerda en la historia de la Iglesia Católica por ser un acérrimo defensor de los derechos eclesiásticos en contra del poder civil que, en ese momento, se estaba estableciendo en la ciudad de Po. De hecho, fue obligado a abandonar su diócesis para desencuentros con las autoridades locales. En 1181 viajó de Pavía a Roma, donde encontró el apoyo del Papa. Cansado de luchar, regresó a su comarca para retirarse en un monasterio cerca de la ciudad. En una carta fechada el 8 de agosto de 1198, que el Papa envió a Bernard Balbi, obispo de Faenza, lo nombra sucesor de Lanfranco como obispo de Pavía, dando a entender que el religioso había muerto antes. La Iglesia Católica y, en particular, su ciudad natal celebra el 23 de junio, el día de su muerte en el monasterio de Vallombrosa del Santo Sepulcro.
Gracias a la labor de San Lanfranco fue erigida junto a la iglesia de Gropello, en 1180 en el hospital. No se hizo para dar cabida a los enfermos u hospitalizados, pero sí para prestar asistencia a los peregrinos y caminantes, y para otorgar una limosna. Gropello fue a lo largo de la ruta de la calle Francigena, el camino recorrido por los peregrinos que venían del norte de Europa, que iban a Roma o Tierra Santa. Sus reliquias se guardan en un arca de mármol renacentista construida por Giovanni Antonio Amadeo entre 1498 y 1509 y colocada en la iglesia de San Lanfranco en Pavía.

## Etimología
Lanfranco de raíz en la lengua longobardo-germánica indica paese libero o libero nel paese.